# Dendropanax amorimii
Dendropanax amorimii är en araliaväxtart som beskrevs av Fiaschi. Dendropanax amorimii ingår i släktet Dendropanax och familjen Araliaceae. Inga underarter finns listade.